# Отія Дадіані
Отія Дадіані (груз. ოტია დადიანი; д/н — 1757) — мтаварі Мегрелії у 1728—1757 роках.

## Життєпис
Походив з Другої династії Дадіані (Чіковані-Дадіані). Старший син Бежана, мтаварі Мегрелії, й Тамар Геловані. 1728 року разом з батьком прибув до замку Гегуті, де Бежана було вбито османськими вояками, але Отія зміг врятуватися.
Він спадкував Мегрелію, заарештувавши молодшого брата Кацію-Георгія, якого відправив до родича Кошити III Чхеїдзе, еріставі Рачи. Там того було запроторено до замку Квара. Невдовзі відмовився долучатися до походу османського походу проти абхазького князя Ростома. На помсту чилдирський паша здійснив набіг на Мегрелію, зокрема спалишви храм Св. Георгія в с. Ілорі. В цій кампанії брав участь імеретинський цар Олександр V.
Невдовзі звільнив брата Кацію-Георгія, з яким 1732 року підняв повстання протиц аря Імеретії. До нього також долучилися Зураб Абашидзе і Григол Чхеїдзе, еріставі Рачи, які планували повалити Олександра V, поставивши царем його брата Мамуку. Спочатку повсталі зайняли Кутаїсі, взявши в облогу цитадель, де перебував цар. Втім вони не наважилися на штурм через загрозу османського війська напасти на їх землі.
Відступом Дадіані та його союзників скористався Олександр V, що об'єднався до Мамією IV, мтаварі Гурії, після чого завдав поразки Отії, який потрапив у полон, а його брат Кація-Георгій загинув. В результаті усі землі Дадіані були захоплені. Цар планував залишити Отії лише область Лечхумі, а Мегрелію приєднати до своїх володінь. Втім під тиском османського дивану Мегрельське князівство було повернуто Дадіані, але він втратив область Сачилао-Самікелао, які перейшли до Олександра V, а той вже, на вимогу османів, віддав їх братові Мамуці.
У 1735 році спільно з Зурабом Абашидзе і Кошитом III Чхеїдзе, еріставі Рачи, знову повстав проти царя Імереті, але вони зазнали поразки від супротивника. Найманці-лезгинци Олександра V сплюндрували Мегрелію.
1740 року, отримавши загони абхазів з князівства Самурзакано, атакував Кутаїсі, спаливши царський палац в Варцисі. У 1741 році підтримав Георгія, який повалив Олександра V. По поверненню 1742 року останнього до влади в Імеретії замирився з ним.
Зберігав вірність наступникові Олександра V — Соломону I. 1757 року відправив сина-спадкоємця Кацію на чолі мегрельських військ та свого вірного васала Хутунію, князя Самурзакано (Східна Абхазія) на допомогу цареві у протистоянні з османським військом. Помер Отія того ж року.

## Родина
Дружина — Гулкан, донька Кошити (Шошити) III Чхеїдзе, еріставі Рачи
Діти:
- Кація (д/н—1788), мтаварі Мегрелі
- Ніколоз
- Георгій (д/н—1799)
- Антоній (д/н — 1815), архієпископ Чкондидський
- Маріам (д/н—1778), дружина Соломона I, царя Імереті